# Galopim de Carvalho
António Marcos Galopim de Carvalho (Évora, 11 de agosto de 1931), Professor universitário português, Prémio Bordalo (1994) em Ciências, conhecido em Portugal como "o avô dos dinossauros", condecorado pelo Estado Português.

## Biografia
Galopim de Carvalho nasceu em 1931, em Évora.
Licenciou-se em Ciências Geológicas pela Universidade de Lisboa (1959), doutorou-se em Sedimentologia (3ème cycle) pela Universidade de Paris (1964) e em Geologia (1969) pela Faculdade de Ciências da Universidade de Lisboa.  Viria a ensinar na sua alma mater no Departamento de Geologia da Faculdade de Ciências até 2001.
Responsável pelo carinho do público pelos dinossauros, fez “lobby” da questão das esquecidas pegadas da pedreira de Carenque, no concelho de Sintra, descobertas pelos seus discípulos Carlos Coke e Paulo Branquinho na antiga pedreira de Pego Longo.  O local tratava-se de uma jazida paleontológica, com cerca de 200 pegadas, que incluía um trilho com 132 metros de comprimento no troço visível, contendo marcas subcirculares com 50 a 60 centímetros, pertencentes a um possível dinossauro bípede. O trilho é um dos trilhos mais longos do Cretáceo (Cenomaniano Médio Superior), datado de há cerca de 90 a 95 milhões de anos, e é o mais longo trilho contínuo da Europa de um dinossauro bípede. 
Galopim de Carvalho promoveu uma campanha pública junto de várias entidades e uma petição pública - o então presidente da República, Mário Soares, visitou o local em 1993, numa edição das suas presidências abertas - para evitar a destruição das pegadas, situadas no local onde o governo liderado por Aníbal Cavaco Silva pretendia construir a CREL (A9), que passou a seguir em túnel naquele troço, por baixo do local das pegadas. Conseguiu então que as pegadas constituíssem o Monumento Natural de Carenque em 1997, por decisão do governo liderado por António Guterres. É um símbolo nacional da defesa e preservação do património cultural e científico, nomeadamente de sinais marcantes da riquíssima evolução da história natural.
Dirigiu inúmeros projectos de investigação, de que são exemplo a "Paleontologia dos vertebrados fósseis do Jurássico superior da Lourinhã e Pombal" e "Icnofósseis de dinossáurios do Jurássico e do Cretácico Português". Dirigiu e integrou diversos organismos nacionais e internacionais, nomeadamente a comissão Oceanográfica Intergovernamental da UNESCO. Foi colaborador dos Serviços Geológicos de Portugal e trabalhou no Centro de Estudos Geográficos, do Instituto de Geografia da Faculdade de Letras de Lisboa e no Centro de Estudos Ambientais.
Foi consultor científico da RTP para as séries televisivas de divulgação científica na área das Ciências da Terra. 
Participou e dirigiu várias exposições. Contudo, devido ao enorme impacto causado, sobressai a famosa "Dinossáurios regressam a Lisboa", que contou com 347 000 visitantes em apenas 11 semanas (de dezembro de 1992 a fevereiro de 1993).
Publicou diversos trabalhos e artigos científicos em revistas nacionais e internacionais das diversas especialidades em que desenvolveu investigação.
É responsável por livros didácticos e de divulgação, como Morfogénese e Sedimentogénese (1996), Petrogénese e Orogénese (1997) e Introdução à cristalografia e Mineralogia (1997). Publicou também alguns livros na área da literatura de ficção: O Cheiro da Madeira (1994), O Preço da Borrega (1995) e Os Homens Não Tapam as Orelhas (1997).
Foi diretor do Museu Nacional de História Natural durante vários anos. É Professor Catedrático Jubilado da Faculdade de Ciências da Universidade de Lisboa. 
É irmão do cantor Francisco José e pai do jornalista Nuno Galopim.

## Distinções
- Em 1994, foi agraciado com o grau de Grande-Oficial da Ordem Militar de Sant'Iago da Espada, em 9 de junho.[2][15]
- Prémio Bordalo (1994), na categoria "Ciências". No mesmo ano a Casa da Imprensa também distinguiu nomes como João Cutileiro (Artes plásticas), Maria de Medeiros (Cinema), Luís Figo (Desporto) ou Rui de Carvalho (Consagração de Carreira).[16]
- Patrono da Escola C+S de Queluz, em Sintra, rebaptizada "Escola Básica dos 2.º e 3.º Ciclos Professor Galopim de Carvalho" em maio de 1999[17]
- Patrono da Escola EB1/JI do Bacelo, em Évora, rebaptizada "Escola Básica Galopim de Carvalho" em 2014[2]
- Medalha Municipal de Mérito Científico atribuída pela Câmara Municipal de Lisboa em 2016[2]
- Em 2023, foi agraciado com o grau de Grande-Oficial da Ordem da Instrução Pública, em 31 de janeiro.[15][12]